# Erik Nilsson (Oxenstierna)
Erik Nilsson (Oxenstierna af Eka och Lindö), född på 1400-talet, död efter 1 juni 1470, var en svensk riddare, hovjunkare och riksråd. 

## Biografi
Erik Nilsson (Oxenstierna af Eka och Lindö) var son till riksföreståndaren Nils Jönsson (Oxenstierna) och Katarina Karlsdotter Sture. Han var före 1455 riddare och var januari 1457 hovjunkare hos kung Karl Knutsson, då denne höll Nils Stures bröllop i Stockholm. Erik Nilsson deltog i sin kusins, ärkebiskopen Jöns Bengtsson (Oxenstierna), resning i januari 1457 och var 10 mars 1457 riksråd. Han var från 1463 till 1467 hövitsman på Stäkeborg. Erik Nilsson deltog i biskop Kettil Karlssons uppresning 1464 och fick då av honom fullmakt som hövitsman över hela Västergötland. Han  ägde från 1464 till augusti 1466 Västerås slott och Västerås län.
Därefter blev han hövitsman på Örebro slott, där han belägrades och togs till fånga av Nils Sture 1467. Han nämns som levade sista gången 1 juni 1470.
Han var en förkämpe för unionen. 1467 tvingades han avstå även från Stäkeborg och Örebro, sedan han av Nils Sture blivit tillfångatagen och överlämnad åt Karl Knutsson. Efter upproret som leddes av hans svåger Erik Karlsson (Vasa), flydde han till Danmark, men återkom snart och uppträdde i de inre striderna före slaget på Brunkeberg. Under Kristian I inkallades han i rådet. Hans dödsår är obekant.

### Egendom
Erik Nilsson ägde Djursholms slott i Danderyds socken.

### Familj
Erik Nilsson var gift med Katarina Eriksdotter Nipertz, dotter till riddaren och riksrådet Erik Nipertz och Ebba Krummedike. Efter Erik Nilssons död gifte Katarina Eriksdotter Nipertz om sig med riddaren och hövitsmannen Lars Axelsson (Tott) på Raseborg.